# Ponte dell'Olio
Ponte dell'Olio är en ort och kommun i provinsen Piacenza i regionen Emilia-Romagna i Italien. Kommunen hade 4 707 invånare (2018).